# کژال احمد

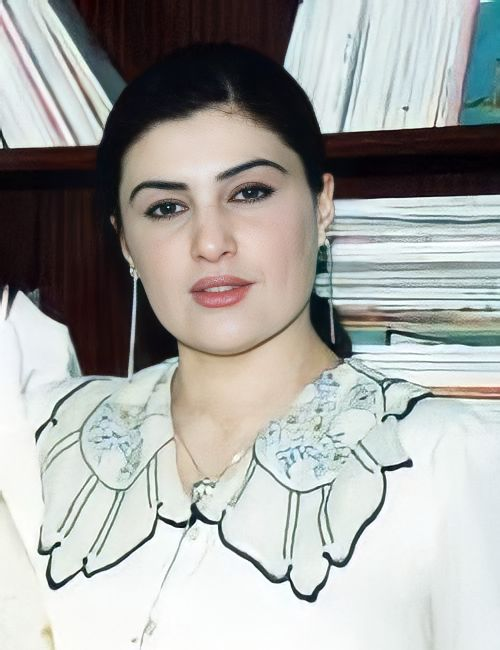
کژال احمد، نویسنده و روزنامه‌نگار کُرد - ۲۰۲۲

کژال احمد (زادهٔ ۱۹۶۷ در کرکوک) شاعر، نویسنده، و روزنامه‌نگار معاصر کرد است.
او از ۱۹۸۶ شعر نوشت و از ۱۹۹۲ به روزنامه‌نگاری رو آورد. او افزون بر نوشتن شعر، به تفسیر و تحلیل مسائل اجتماعی، مسائل زنان، و سیاست نیز می‌پردازد. اشعار او به زبان‌های عربی، فارسی، ترکی، نروژی، و انگلیسی ترجمه شده‌است. کژال احمد به خاطر اشعار جسورانه، اندوهناک، و چالش‌برانگیزش میان جامعهٔ کردزبانان معروف است. اشعار او لحن و نگاهی کاملاً زنانه دارند و دنیای مردسالارانه را نفی می‌کنند. او اکنون ساکن سلیمانیه عراق است.

## آثار
- کتاب زن (۱۹۹۹): مجموعهٔ مقالات و نوشته‌ها در نشریات مختلف
- بندر برمودا (۱۹۹۹): شعر
- گفته‌های گفتن (۱۹۹۹): شعر
- فنجانی قهوه همراه او (۲۰۰۱): شعر
- آینه را شکستم (۲۰۰۴): شعر[۲]

## نمونهٔ اشعار
برای دوازده سال قیام
ترجمه از سامی تکین و اردلان فرجی